# Necromys lasiurus
Necromys lasiurus là một loài động vật có vú trong họ Cricetidae, bộ Gặm nhấm. Loài này được Lund mô tả năm 1840.